# تد و ونوس
تد و ونوس (به انگلیسی: Ted & Venus) فیلمی محصول سال ۱۹۹۱ و به کارگردانی باد کرت است. در این فیلم بازیگرانی همچون باد کرت، جیمز برولین، کارول کین، مارتین مول، رئا پرلمان، وودی هرلسون، برایان تامپسون، تیموتی لیری، تریسیا اونیل، تونی گنارو، وینسنت شیاولی، آندره‌آ مارتین، کاساندرا پیترسون، تریسی رینر، آرلین سورکین، پت مک‌کورمیک، جنا رولندز، بتی آکرمن و زوئی کاساوتیس ایفای نقش کرده‌اند.